# Lærkemos
Leskea (Lærkemos) er en slægt af mosser med omkring 75 arter, der især findes i Europa, Asien og Nordamerika. Slægten er opkaldt efter den tyske naturforsker og geolog Nathanael Gottfried Leske (1751–1786), der var af sorbisk oprindelse.
Arterne i Leskea har krybende stængler med ægformede blade, hvis celler er mere eller mindre kvadratiske eller sekskantede og forsynet med papiller. Seta er lang og sporehusets peristom er dobbelt og uden cilier.
Den eneste repræsentant for Leskea-slægten i Danmark er Mat Lærkemos (Leskea polycarpa).